# Fluoruro de hierro (II)
El fluoruro de hierro (II) o fluoruro ferroso es un compuesto inorgánico con la fórmula molecular FeF2. Forma un tetrahidrato FeF2·4H2O al que a menudo se hace referencia con los mismos nombres. Las formas anhidra e hidratada son sólidos cristalinos blancos. 

## Estructura y unión
El FeF₂ anhidro adopta la estructura rutilo del TiO₂. En consecuencia, los cationes de hierro son octaédricos y los aniones de fluoruro son trigonales planos. 
El tetrahidrato puede existir en dos estructuras o polimorfos diferentes. Una de ellas es romboédrica y la otra, hexagonal; la primera presenta un desorden. 
Como la mayoría de los compuestos de fluoruro, las formas anhidra e hidratada del fluoruro de hierro (II) presentan un centro metálico de alto espín. Los estudios de difracción de neutrones a baja temperatura muestran que el FeF₂ es antiferromagnético.

## Propiedades físicas seleccionadas
El FeF₂ sublima entre 958 y 1178 K. Mediante los métodos de torsión y Knudsen, se determinó experimentalmente el calor de sublimación, que resultó ser de 271 ± 2 kJ mol-1. 
Para calcular la energía de atomización del Fe+, se propone la siguiente reacción:
FeF2 + e → Fe+ + F2 (o 2F) + 2e

## Síntesis y reacciones
La sal anhidra se puede preparar mediante la reacción del cloruro ferroso con fluoruro de hidrógeno anhidro. Es ligeramente soluble en agua (con un producto de solubilidad Ksp = 2,36 × 10-6 a 25 °C), así como en ácido fluorhídrico diluido, dando una solución de color verde pálido. Es insoluble en disolventes orgánicos.
El tetrahidrato se puede preparar disolviendo hierro en ácido fluorhídrico hidratado caliente y precipitando el resultado con la adición de etanol. Se oxida en aire húmedo para dar, entre otras cosas, un hidrato de fluoruro de hierro (III) (FeF3)2·9H2O.

## Usos
El FeF2 se utiliza para catalizar algunas reacciones orgánicas. 

## Investigación sobre baterías
El FeF₂ se ha investigado como material catódico para baterías de iones de litio e iones de fluoruro. A diferencia de los óxidos metálicos convencionales, que dependen de un mecanismo de almacenamiento de litio basado en la intercalación, el FeFX (x = 2, 3) funciona mediante un complejo mecanismo de conversión, lo que se traduce en una mayor densidad energética. Los cátodos de fluoruro son estables hasta 1000 °C. Esta estabilidad aumenta la seguridad y reduce el riesgo de descontrol térmico.
El FeFX presenta una evolución de fase distintiva, fases intermedias y transformaciones morfológicas durante la litiación y la deslitiación. Se mantiene una red estable de aniones fluoruro a lo largo de los ciclos de carga y descarga, lo que concuerda con una elevada reversibilidad de los ciclos. 